# Contact Group (Belgique)
Pour les articles homonymes, voir Contact et Group.
Contact Group était un groupe de radios privées. En 2006, il fut repris par Radio H pour rassembler toutes les radios belge du groupe RTL.
Le directeur général jusqu'en septembre 2006 était Francis Lemaire, Eric Adelbrecht avait pris sa succession.
Contact Group avait plusieurs radios : Radio Contact, Contact Vlaams-Brabant, Contact 2, Radio Contact Plus, BFM Belgique et Contact Inter.

## Les Radios du Groupe
- Radio Contact : Radio Contact est une radio au format "music & news" destinée aux 12-35 ans.

## les anciennes Radios du Groupe
- BFM Belgique : BFM Belgique était une radio d'informations économiques adaptée en Belgique du modèle la station BFM Radio en France. À la suite d'un de plan de fréquences en Belgique, elle a arrêté ses émissions en 2008.
- Contact 2 : Contact 2 était une station de radio au format standard des années 1980. En janvier 2007, elle a été remplacée par Mint à la suite de sa fusion avec BXL. Depuis, à la suite d'un de plan de fréquences en Belgique, elle a arrêté ses émissions en 2008.
- Radio Contact Plus : Radio Contact Plus était une station de radio diffusant des chansons des années 1950, 1960 et 1970 en continu. À la suite d'un de plan de fréquences en Belgique, elle a arrêté ses émissions en 2008. Un retour a été tenté de janvier à mars 2009.
- Contact Inter : Contact Inter était une radio aux programmes destinés à la communauté arabe de Belgique. La station fut arrêtée en juin 2006 à cause d'un mauvais soutien des Marocains et des pouvoirs publics.
- Contact Vlaams-Brabant : Contact Vlaams-Brabant était une station de radio flamande du Brabant flamand, elle a pris la suite de Contact 2 Néerlandophone. Elle a été remplacée par Nostalgie.

## Logo des radios de Contact Group

Logo de BFM Belgique
Logo de Radio Contact
Logo de Radio Colntact Plus